# Мирко Кесић
Мирко Кесић – Кешо (Медено Поље, код Босанског Петровца, 11. фебруар 1923 — Биоска, код Ужица, април 1944), учесник Народноослободилачке борбе и народни херој Југославије.

## Биографија
Рођен је 1923. године у Меденом Пољу код Босанског Петровца, у сељачкој породици, од оца Милоша (1899–1984) и мајке Саве Морача (1892–1943) из Дрвара. Основну школу завршио је у Колунићу. Завршио је грађанску школу, а радио је као земљорадник. Године 1941. примљен је за члана Савеза комунистичке омладине Југославије. Није био жењен.
У јулском устанку 1941. године када је ступио у НОБ, имао је тек 18 година. Већ у самом почетку истицао се у борбама које су вођене око Босанског Петровца, Оштреља, Кључа и Кулен Вакуфа.
Почетком августа 1941. године у борби за ослобађање Крњеуше, заробио је групу непријатељских војника и тиме стекао велики углед у редовима устаника из Меденог Поља. Сличан подвиг направио је и у борби на Кључу, када се привукао непријатељској митраљеској посади, бацио на њих ручну бомбу и заплијенио митраљез.
Почетком 1942. године постао је члан Комунистичке партије Југославије.
Током 1942. истакао се у борбама око Бихаћа, а посебно у борби код Еминоваца у којој је убијено око 150 немачких војника и око 500 усташа.
У операцијама вођеним за вријеме Четврте непријатељске офанзиве, Кесић је успео да се са четом пробије кроз непријатељске редове од Санског Моста до Скендер Вакуфа и да се споји са својом бригадом.
Учествовао је у борбама које је водила Прва крајишка бригада око Прњавора, Јошавке, на планини Влашић, код Турбета, Тешња, Витеза, Прозора, Бугојна, Купреса, при упаду на аеродром Рајловац, код Какња, и остало.
Напредовао је од обичног борца, бомбаша, те потом постао омладински руководилац, замјеник и напосљетку политички комесар чете. Функција политичког комесара батаљона додијељена му је почетком 1944. године, у вријеме када се бригада нашла на територији западне Србије.
У јуришу на жељезничку станицу Биоска, Кесић је убацио ручну бомбу у бугарски бункер, уништио посаду, али је потом пао покошен ватром из сусједног упоришта. Његови посмртни остаци су пренесени у Петровац и сахрањени на Партизанско гробље у Петровцу.
Указом Президијума Народне скупштине Федеративне Народне Републике Југославије, 23. јула 1952. године, проглашен је за народног хероја.